# Разживкин, Александр Павлович
Александр Павлович Разживкин (23 апреля 1931 — 24 октября 2020) — наладчик автоматов Орловского завода приборов, Герой Социалистического Труда (1971).

## Биография
Родился 23 апреля 1931 года на хуторе близ деревни Ботавина Володарского (ныне Орловского) района Центрально-Чернозёмной (ныне Орловской) области в бедной крестьянской семье, рос без отца.
Из-за войны и оккупации смог окончить 7 классов Пасловской школы только в 1949 году.
Уехал по набору на Урал, работал в «Спецмонтажстрое» на монтаже электростанций.
С 1951 по 1956 год служил в Военно-Морском Флоте сначала на торпедном катере, а потом на сторожевом корабле на Тихом океане, машинист 2 класса.
После увольнения в запас устроился работать на строящийся Орловский завод приборов. Через несколько лет стал наладчиком станков-автоматов продольного точения. Вскоре получил 6-й (высший) разряд. Окончил вечернюю школу.
Возглавляемая им бригада одной из первых в объединении «Промприбор» перешла на работу с оплатой труда по конечному результату.
В 1966 году за высокие производственные показатели по итогам семилетки награждён орденом Ленина.
Указом Президиума Верховного Совета СССР от 20 апреля 1971 года присвоено звание Героя Социалистического Труда.
За счёт расширения зоны обслуживаемых станков за пятилетку выполнял три личных пятилетних плана. Наставник молодежи, руководил школой передового опыта.
26 марта 1987 года решением Орловского городского Совета народных депутатов за выдающиеся трудовые успехи, большой личный вклад во внедрение передовых методов труда, приумножение славных традиций рабочего класса и активную общественную работу присвоено звание «Почётный гражданин города Орла».
С 1995 г. на пенсии.
Умер 24 октября 2020 года.
Семья: жена Тамара Николаевна (работала на швейной фабрике), двое детей.